# Baden (district, Zwitserland)
Baden is een district van het kanton Aargau. De hoofdplaats is Baden, de grootste plaats is Wettingen. Het district omvat 27 gemeenten, heeft een oppervlakte van 153,07 km² en heeft 121.071 inwoners (eind 2004). Vanaf 1 januari 2006 zijn de gemeenten Oberehrendingen en Unterehrendingen samengevoegd tot de gemeente Ehrendingen.

## Gemeenten

Bevolkingsaantal

| Wapenschild     | Gemeentenaam    | Bevolkingsaantal (31.12.2004) | Oppervlakte in km² |
| --------------- | --------------- | ----------------------------- | ------------------ |
| Baden           | Baden           | 16.384                        | 13,17              |
| Bellikon        | Bellikon        | 1451                          | 4,94               |
| Bergdietikon    | Bergdietikon    | 2276                          | 5,94               |
| Birmenstorf     | Birmenstorf     | 2370                          | 7,80               |
| Ehrendingen     | Ehrendingen     | 1657                          | 3,33               |
| Ennetbaden      | Ennetbaden      | 2950                          | 2,11               |
| Fislisbach      | Fislisbach      | 4846                          | 5,05               |
| Freienwil       | Freienwil       | 831                           | 3,99               |
| Gebenstorf      | Gebenstorf      | 4411                          | 5,64               |
| Killwangen      | Killwangen      | 1585                          | 2,43               |
| Künten          | Künten          | 1620                          | 4,89               |
| Mägenwil        | Mägenwil        | 1671                          | 3,48               |
| Mellingen       | Mellingen       | 4286                          | 4,86               |
| Neuenhof        | Neuenhof        | 7751                          | 5,37               |
| Niederrohrdorf  | Niederrohrdorf  | 2631                          | 3,33               |
| Oberrohrdorf    | Oberrohrdorf    | 3465                          | 4,30               |
| Obersiggenthal  | Obersiggenthal  | 7827                          | 8,36               |
| Remetschwil     | Remetschwil     | 1909                          | 3,88               |
| Spreitenbach    | Spreitenbach    | 10.032                        | 8,60               |
| Stetten         | Stetten         | 1502                          | 4,41               |
| Turgi           | Turgi           | 2734                          | 1,55               |
| Untersiggenthal | Untersiggenthal | 6242                          | 8,28               |
| Wettingen       | Wettingen       | 18.479                        | 10,59              |
| Wohlenschwil    | Wohlenschwil    | 1296                          | 4,39               |
| Würenlingen     | Würenlingen     | 3722                          | 9,37               |
| Würenlos        | Würenlos        | 5125                          | 9,03               |

Aarau · Baden · Bremgarten · Brugg · Kulm · Laufenburg · Lenzburg · Muri · Rheinfelden · Zofingen · Zurzach